# Hennadij Orbu
Hennadij Hryhorovič Orbu (in ucraino Геннадій Григорович Орбу?; Makiïvka, 23 luglio 1970) è un allenatore di calcio ed ex calciatore ucraino, di ruolo centrocampista.

## Palmarès

### Giocatore

#### Club

##### Competizioni nazionali
- Coppa d'Ucraina: 2

Shakhtar Donetsk: 1994-1995, 1996-1997